# Vladimir Dratjov
Vladimir Dratjov (belarusiska: Уладзімер Драчоў, Uladzimer Dratjoŭ), född den 7 mars 1966 i Petrozavodsk i Fjärrkarelen, är en rysk/belarusisk före detta skidskytt. Dratjov tävlade fram till 2002 för Ryssland, då han bytte nationalitet till belarusisk.
Dratjov vann totalt 15 världscuptävlingar i sin karriär och säsongen 1995/1996 vann han den totala världscupen. På meritlistan finns även fyra guldmedaljer från VM. Efter OS 2006 valde Dratjov att avsluta sin karriär. 